# Le Change
Le Change (in occitano Lo Chamnhe) è un comune francese di 612 abitanti situato nel dipartimento della Dordogna nella regione della Nuova Aquitania.

## Società

### Evoluzione demografica
Abitanti censiti